# سفیدسمندران
سفیدسمندران یا سمندران لجنی (نام علمی: Proteidae) نام یک تیره از راسته سمندرسانان است.